# Gnathopogon herzensteini
Gnathopogon herzensteini är en fiskart som först beskrevs av Günther, 1896.  Gnathopogon herzensteini ingår i släktet Gnathopogon och familjen karpfiskar. Inga underarter finns listade i Catalogue of Life.